# Наровля
Наро́вля (бел. Нароўля) — город в Гомельской области Республики Беларусь. Административный центр Наровлянского района. Численность населения — 8 388 человек (на 1 января 2025 года).
В связи с радиационным загрязнением после катастрофы на Чернобыльской АЭС в городе проведена дезактивация, а те из жителей, которые высказали желание уехать из города, были переселены в населённые пункты, не подвергшиеся загрязнению.
Рядом располагается месторождение каменной соли.
В 2022 году Наровля отметила 340-летие с момента первого упоминания в письменных источниках.

## Расположение
В 25 км от железнодорожной станции Ельск (на линии Калинковичи — Овруч), 178 км на юго-запад от Гомеля, 340 км от Минска.
Автодорогами связан c Мозырем, Ельском, Александровкой. Пристань на правом берегу реки Припять.

## География

### Гидрография
На восточной окраине река Припять (приток реки Днепр), через город течёт её приток — река Наровлянка.

### Заповедник
Расположен Наровлянский участок ГПНИУ «Полесский государственный радиационно-экологический заповедник».

## Этимология
Согласно географу В. Жучкевичу, название может происходить как из славянского источника (от наров, наровить — «нарочно, самовольно»; или от выражения на рву), так и из финского (как в названии г. Нарва и р. Нарва в Эстонии — от narvaine «пороги, быстрины») или балтийского (как в названиях р. Нарев, оз. Нарочь от литовского nerti «нырять»). Несомненна связь названий реки и поселения, однако нельзя решить, что было первоначальным.
Согласно В. Н. Топорову и О. Н. Трубачеву, название реки Наровля является производным от балтийской основы *Narav- / *Naru-s, оформленной восточнославянским суффиксом -ля. Они отмечают, что корень *nar- хорошо известен в балтской гидронимии. Согласно другой точке зрения, топонимы с корнем -нар-, в том числе и Наровля, имеют финно-угорское происхождение.
По мнению А.Ф. Рогалева, топоним Наровля состоит из приставки На-, корня -ров- и суффикса -ля, имеющего значение места, и первоначально понимался как «поселение, находящееся на речке Рова». На восточнославянской территории зафиксировано немало подобных наименований: Рова, Ровка, Рвенка, Рывка и т. п. Так называли небольшие речки и ручьи с быстрым течением, которые буквально «рвут» землю, «прорывают» русло напором воды. С появлением населенного пункта уже он являлся ориентиром на местности, а не маленькая речка, поэтому ее название впоследствии было переосмыслено и стало производным от названия поселения — Наровлянка.

## Геральдика
Герб утверждён решением Наровлянского районного исполнительного комитета от 4 апреля 2001 года № 259. Зарегистрирован в Гербовом матрикуле Республики Беларусь 24 октября 2001 года № 69.
Флаг учреждён Указом Президента Республики Беларусь от 26 марта 2021 года № 121.
В голубом поле испанского щита изображена серебряная подкова рогами вниз, сверху золотой крест. Прообразом районной символики стал герб шляхетского рода Оскерок, владевшего Наровлей в прошлом.

## История

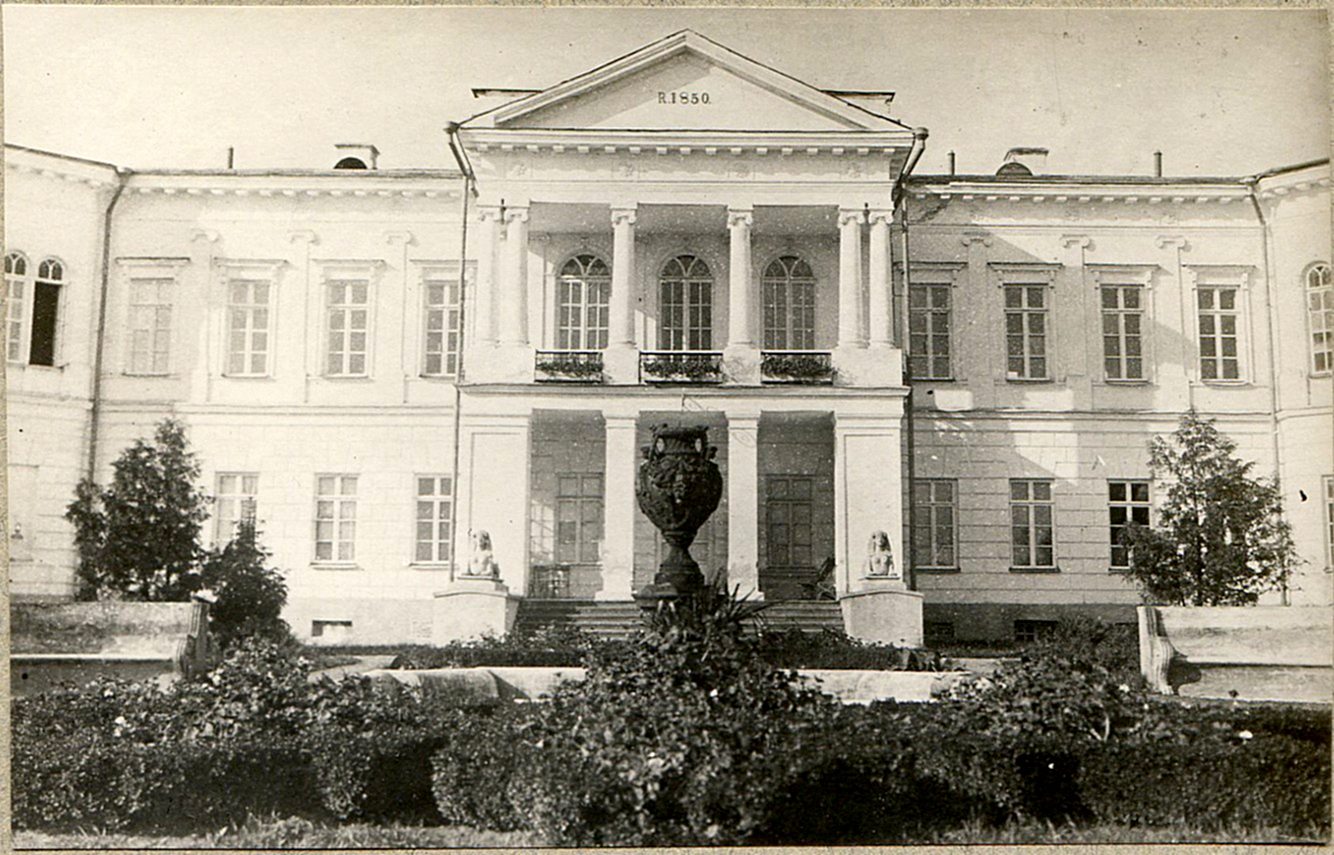
Дворец Горваттов

Выявленное археологами поселение (0,3 км на юго-восток от города) и ряд других археологических памятников свидетельствуют о заселении этих мест с давних времён. По письменным источникам известна с XVIII века как частнособственническое местечко.
В 1750—1751 годах жители участвовали в антифеодальных выступлениях. С 1764 года владение Оскерко. Действовала Иоанно-Богословская церковь, в которой сохранялись метрические книги с 1772 года.
После 2-го раздела Речи Посполитой (1793 год) в составе Российской империи. Местечко, центр волости Речицкого уезда Минской губернии. В 1800 году возле Наровли работали стекольный и винокуренный заводы.
В 1810 году на берегу Припяти вместо устаревшего построено новое здание церкви, но в 1840 году в связи с реальной угрозой подмыва берега реки церковь была перенесена в более безопасное место, в 1869 году капитально отремонтирована.

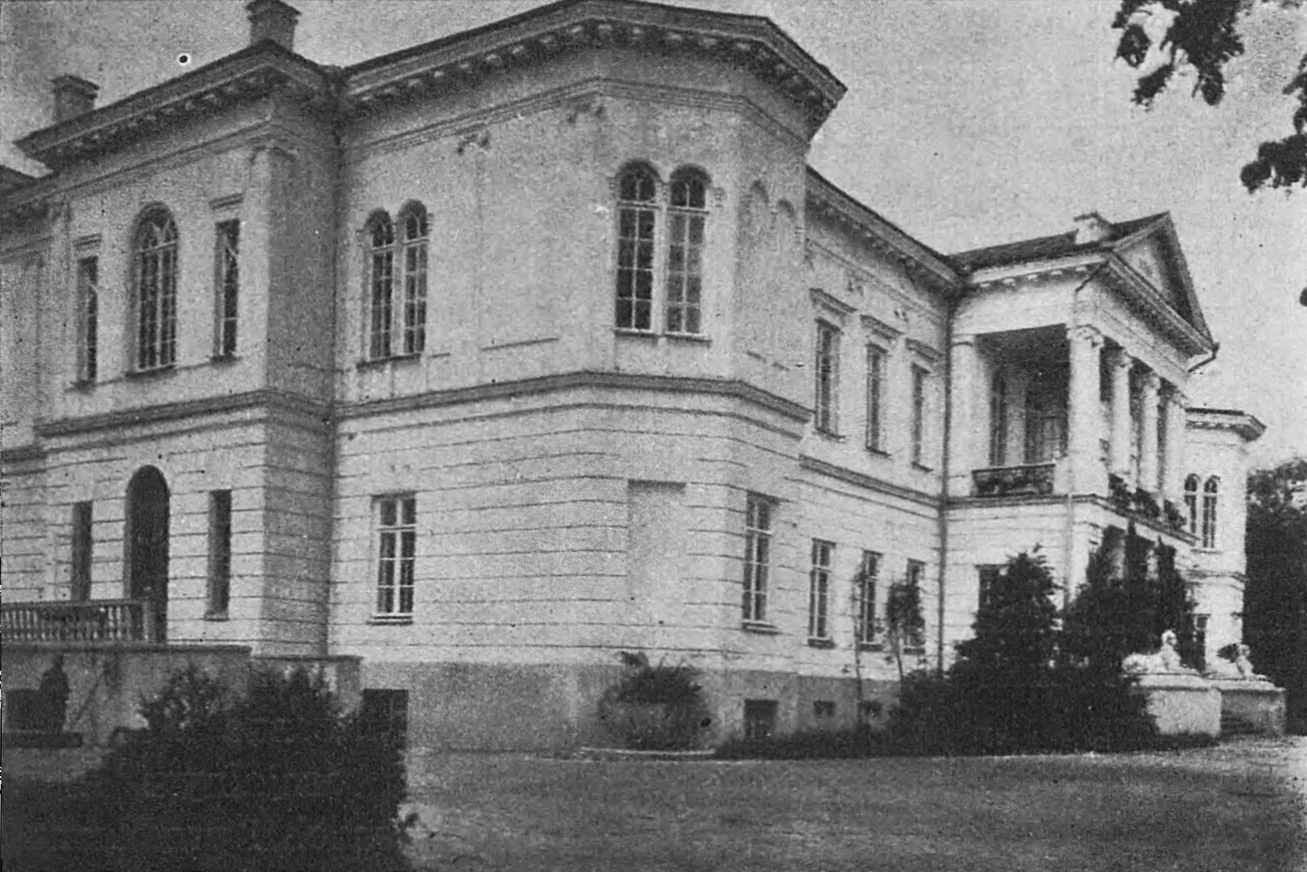
Дворец Горваттов. Фото 1914 г.

В 1897 году согласно переписи в Наровле было около тысячи жителей, была школа и действовала церковь. В 1913 году в городе открылась сахарная фабрика.
В 1919 году Наровля стала частью Гомельской области в составе РСФСР. В 1924 году Наровля входит в состав Белорусской ССР, центр района Мозырского округа.
27 сентября 1938 года поселение получило официальный статус посёлка городского типа и вошло в состав Полесской области (с 1954 в Гомельской области).
Во Вторую мировую войну с 27 августа 1941 года до 30 ноября 1943 года Наровля находилась под немецко-фашистской оккупацией.
3 ноября 1971 года Наровля получил статус города.
В результате аварии на Чернобыльской АЭС в 1986 году Наровля оказалась в зоне радиоактивного загрязнения.
20 октября 1995 года административные единицы Наровлянский район и город Наровля, имеющие общий административный центр, объединены в одну административную единицу — Наровлянский район.

## Демография
Численность населения — 8 388 человек (на 1 января 2025 года). Численность населения — 8 352 человек (на 1 января 2023 года).
| Численность населения: |
| График не отображается по техническим причинам. Чтобы исправить это, воспроизведите график в новом формате, если это возможно. |

| Год            | 1897 | 1939  | 1959  | 1970  | 1979  | 1989   | 2006  | 2018  | 2022  | 2023   | 2024   | 2025   |
| -------------- | ---- | ----- | ----- | ----- | ----- | ------ | ----- | ----- | ----- | ------ | ------ | ------ |
| Население чел. | 1100 | ▲3917 | ▲4837 | ▲6556 | ▲8531 | ▲11165 | ▼8222 | ▼8046 | ▲8374 | ▼8 352 | ▲8 371 | ▲8 388 |

По данным переписи 1939 года, в Наровле проживали 2266 белорусов (57,9 %), 1167 евреев (29,8 %), 205 русских (5,2 %), 138 украинцев (3,5 %), 84 поляка (2,1 %) и 57 представителей других национальностей.
В 2017 году в Наровле родилось 118 и умерло 90 человек. Коэффициент рождаемости — 14,8 на 1000 человек (средний показатель по району — 13,5, по Гомельской области — 11,3, по Республике Беларусь — 10,8), коэффициент смертности — 11,3 на 1000 человек (средний показатель по району — 15,4, по Гомельской области — 13, по Республике Беларусь — 12,6).

## Экономика

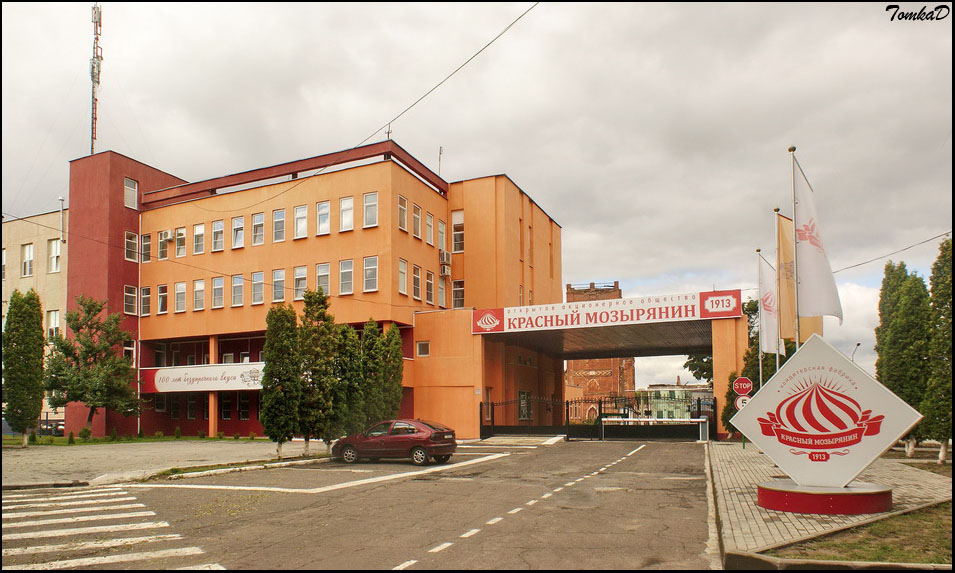
Кондитерская фабрика ОАО «Красный Мозырянин»

Производство строительных материалов. Действуют кондитерская фабрика «Красный Мозырянин» и ОАО «Наровлянский завод гидроаппаратуры» (основан в 1976 году, входит в холдинг МТЗ). Гостиница.

## Инфраструктура

### Образование
В Наровле работают дошкольные учреждения, гимназия, 2 средние школы, государственный колледж (ранее — профессиональный лицей), школа искусств, центры творчества.

### Медицина
Медицинское обслуживание населения осуществляют государственные городская поликлиника (на 375 посещений в смену) и районная больница (на 100 коек (10 коек сестринского ухода)), отделение скорой медицинской помощи, медпункты на предприятиях.

### Иное
Комплекс пограничной заставы «Наровля» Мозырского пограничного отряда.

## Культура

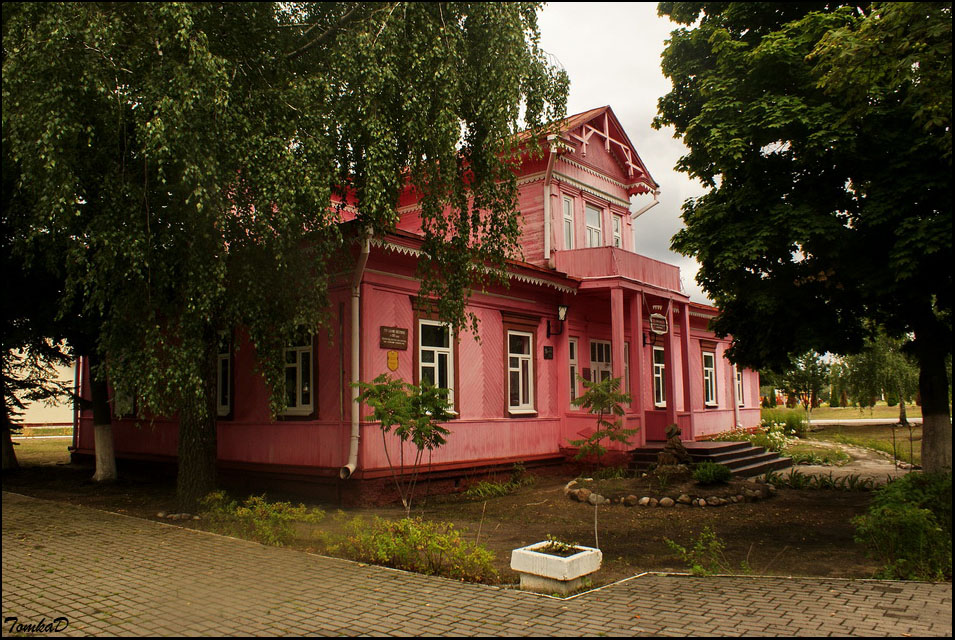
Наровлянский историко-этнографический музей

- Наровлянский историко-этнографический музей[28]. Является исследовательским и просветительским центром.
- Музеи в ГУО «Средняя школа № 2 имени И. М. Шаврея»
  - «Детство» (собраны предметы-спутники младенческого и юного возраста советского и дореволюционного периодов)
  - «История Наровлянского района»
- Центр фольклора
- Районный Дом культуры
- Районный Центр ремёсел
- Детская школа искусств

### Досуг
- Спортивно-развлекательный центр (в здании бывшего кинотеатра «Юность»)

Стадион "Стрела"

## События и мероприятия

### События
- В 2022 году Наровля отметила 340-летие с момента первого упоминания в письменных источниках[4].

### Мероприятия
- 21 апреля 2023 года прошёл региональный форум «От исторической памяти к миру и созиданию»[29].

## Достопримечательность

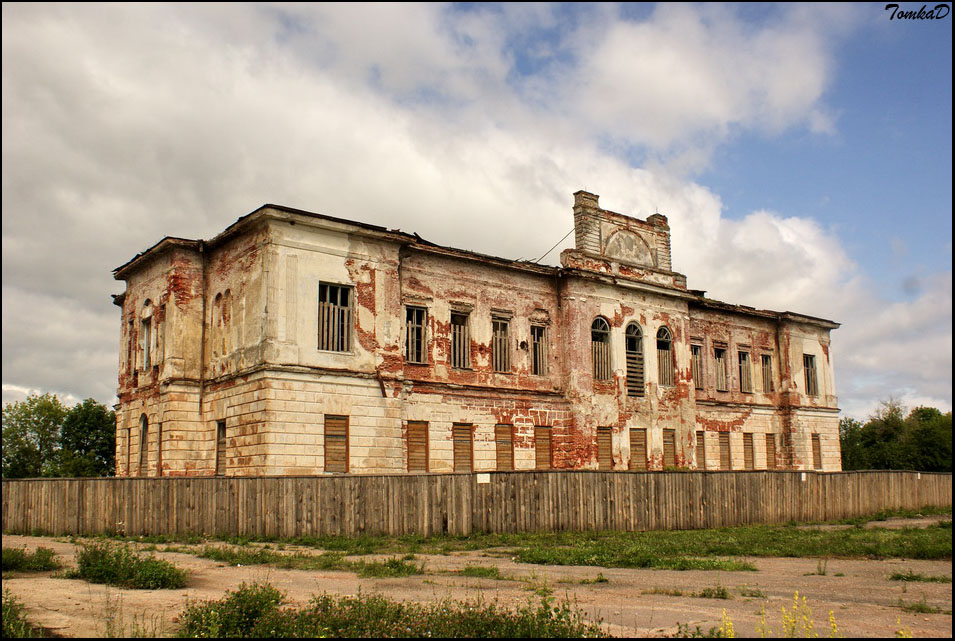
Руины Дворцово-паркового ансамбля Горваттов

- Стоянка периода мезолита — бронзового века, IV—III тыс. до н. э. —  Историко-культурная ценность Республики Беларусь, шифр 313В000538
- Наровлянский историко-этнографический музей, XIX в. (здание бывшего жилого дома) —  Историко-культурная ценность Республики Беларусь, шифр 313Г000535
- Историческая застройка (конец XIX в.; фрагменты)
- Фабрика, построенная Горваттами на рубеже XIX и XX вв.
- Дворцово-парковый ансамбль Горваттов[бел.]: дворец, фонтан, беседка, парк, ворота (первая половина XIX в.) —  Историко-культурная ценность Республики Беларусь, шифр 312Г000536
- Церковь Святого Иоанна Богослова
- Костёл Вознесения Святого Креста (1998)
- Братская могила (1943 г.), ул. Октябрьская —  Историко-культурная ценность Республики Беларусь, шифр 313Д000537
- Еврейское кладбище
- Мурал Герою Советского Союза А. Г. Корзуну (2024). Размещён на здании Наровлянского завода гидроаппаратуры.
- Входит в туристический маршрут круизного теплохода «Белая Русь» по Белорусскому Полесью (Мозырь — Наровля — Новосёлки — Лясковичи — Туров — Пинск — Кобрин — Брест).

### Памятник, скульптура
- Памятник В. И. Ленину (1983) — один из самых больших памятников Ленину в БССР (скульптор А. А. Аникейчик).
- Памятник отселённым деревням (1994).Наровлянская синагога. Фото 1916 г.

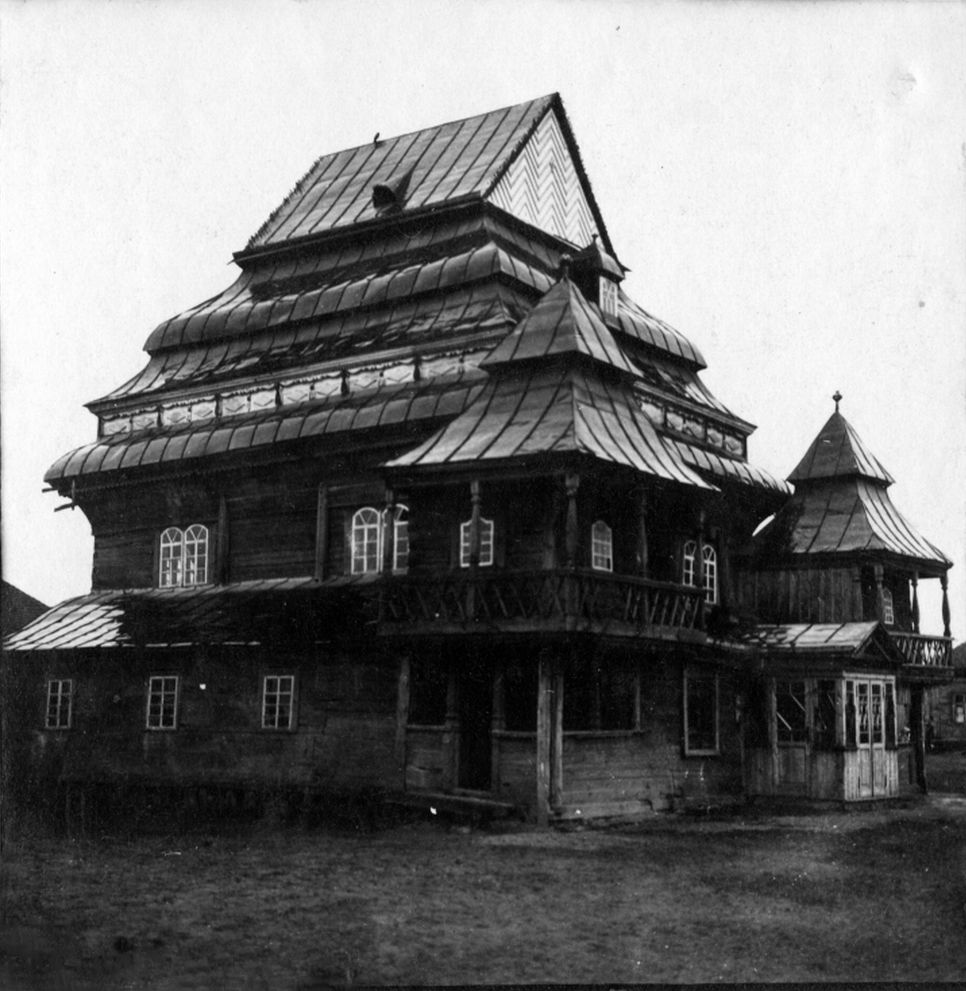
Наровлянская синагога. Фото 1916 г.

- Памятная доска Ивану Шаврею (ликвидатор аварии на ЧАЭС).
- Мемориальная доска первому директору средней школы № 3 Александру Микше.
- Памятный знак в честь погибших на фронтах Великой Отечественной войны (2019). Символом памяти стали камень-валун и 100-мм противотанковая пушка МТ-12, именуемая «Рапирой». Знак установлен на живописном берегу реки Наровлянка.
- Памятный знак — 100-мм противотанковая пушка Т-12 (2020). Установлен в честь 75-летия Великой Победы и памяти Героя Советского Союза Андрея Корзуна на  улице, названной в его честь.

### Утраченное наследие
- Церковь Святого Апостола Иоанна Богослова (около 1760 г.) — первоначальный здание
- Наровлянская синагога (XVIII в.)
- Фамильная часовня Горваттов (XIX в.)

## СМИ
Издаётся газета «Прыпяцкая праўда».